# 더 웨일즈
더 웨일즈(The Whales)는 대한민국의 음악 그룹이다. 2022년 싱글 <The Whales>로 정식 데뷔했다.

## 방송
- 슈퍼밴드2 (2021) - 6위

## 음반
- 슈퍼밴드2 - Episode.13 (2021)
- 슈퍼밴드2 - Episode.14 (2021)
- The Whales (2022)

## 공연
- 슈퍼밴드2 콘서트 (2021)
- Flight0212：The Whales편 (2022)